# Solomon H. Snyder

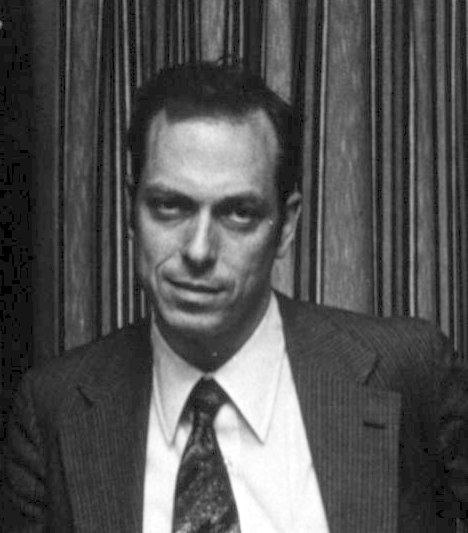
Solomon H. Snyder (1979)

Solomon Halbert Snyder (* 26. Dezember 1938 in Washington, D.C.) ist ein US-amerikanischer Neurowissenschaftler.

## Leben
Snyder studierte an der Georgetown University. Er ist Professor für Psychiatrie, Neurowissenschaften und Pharmakologie an der Johns Hopkins University School of Medicine.
Er ist bekannt für seine Befunde zur Rolle von Stickstoffmonoxid als Neurotransmitter und für die Dopaminhypothese als Ursache von Schizophrenie (mit Alan S. Horn 1971). Snyder schrieb zahlreiche wissenschaftliche Abhandlungen wie zum Beispiel Chemie der Psyche und Psychose und Gehirnfunktionen.
Von 1979 bis 1980 war Snyder Präsident der Society for Neuroscience. Ebenfalls 1979 wurde er in die American Academy of Arts and Sciences aufgenommen, 1980 in die National Academy of Sciences und 1992 in die American Philosophical Society.
Er gewann zahlreiche Wissenschaftspreise, darunter 1970 den John J. Abel Award in Pharmakologie, 1978 den Albert Lasker Award for Basic Medical Research und den Anna-Monika Prize, 1982 den Wolf-Preis in Medizin, 1990 den Pasarow Award, 1992 den Bower Award and Prize for Achievement in Science, 2000 den Ralph-W.-Gerard-Preis, 2006 den Perl-UNC Neuroscience Prize, 2007 den Albany Medical Center Prize, 2013 den NAS Award in the Neurosciences und 2014 den Warren Alpert Foundation Prize.
Snyder gilt als einer der Wissenschaftler mit einer besonders hohen Zahl an Zitierungen; für die Jahre 1983–2002 hatte er den höchsten h-Index aller untersuchten Forscher.